# Polskie Termopile (seria monet)
Polskie Termopile – seria monet kolekcjonerskich emitowanych przez Narodowy Bank Polski, zainaugurowana 29 maja 2017 r. monetą poświęconą bitwą pod Zadwórzem. Jej celem jest upamiętnienie żołnierzy, którzy byli gotów oddać zdrowie i życie, nawet wtedy gdy przeważające siły przeciwnika od początku nie dawały szans na wygraną.

## Charakterystyka serii[1]
Awers każdej monety przedstawia Atenę – boginię sprawiedliwej wojny i mądrości, a także wizerunek orła ustalony dla godła Rzeczypospolitej Polskiej. Dodatkowo umieszczono tam również napisy RZECZPOSPOLITA POLSKA i POLSKIE TERMOPILE, nominał oraz rok emisji.
Na rewersie monety znajdują się grafiki nawiązujące do tematyki serii (opisane w tabeli poniżej) oraz data i miejsce trwania danej bitwy.
Wszystkie monety mają nominał 20 złotych i są zrobione ze stopu Ag 925. Wykonano je stemplem lustrzanym, a ich brzegi są gładkie.

## Lista monet
| Lp | Moneta                | Tył monety (rewers)                                                                                     | Nominał    | Stop   | Średnica (mm) | Masa (g) | Data emisji          | Nakład | Projekt                                                     | Wizerunek monety |
| -- | --------------------- | --- | ---------- | ------ | ------------- | -------- | -------------------- | ------ | ----------------------------------------------------------- | ---------------- |
| 1  | Zadwórze              | Konstanty Zarugiewicz i Krzyż Srebrny Orderu Wojennego Virtuti Militari                                 | 20 złotych | Ag 925 | 38,61         | 28,28    | 29 maja 2017         | 18 000 | Urszula Walerzak                                            | awers rewers     |
| 2  | Hodów                 | husarz na koniu, w tle obwarowania Okopów Świętej Trójcy                                                | 20 złotych | Ag 925 | 38,61         | 28,28    | 5 czerwca 2018       | 18 000 | Urszula Walerzak (awers) Dominika Karpińska-Kopiec (rewers) | awers rewers     |
| 3  | Wizna                 | mjr Władysław Raginis, w tle ruiny schronu usytuowane nieopodal Góry Strękowej                          | 20 złotych | Ag 925 | 38,61         | 28,28    | 29 sierpnia 2019     | 15 000 | Urszula Walerzak (awers) Anna Wątróbska-Wdowiarska (rewers) | awers rewers     |
| 4  | Węgrów                | fragment litografii „Bitwa pod Węgrowem” i napis Jan Matliński „Sokół”                                  | 20 złotych | Ag 925 | 38,61         | 28,28    | 23 lipca 2020        | 10 000 | Urszula Walerzak (awers) Grzegorz Pfeifer (rewers)          | awers rewers     |
| 5  | Dytiatyn              | fragment obrazu Jerzego Kossaka „Bój pod Dytiatynem 16 września 1920”                                   | 20 złotych | Ag 925 | 38,61         | 28,28    | 8 września 2021      | 10 000 | Urszula Walerzak                                            | awers rewers     |
| 6  | Warszawskie Termopile | mjr Bronisław Czesław Kamiński i odznaka 30 Pułku Strzelców Kaniowskich                                 | 20 złotych | Ag 925 | 38,61         | 28,28    | 17 sierpnia 2023     | 10 000 | Urszula Walerzak (awers) Kajetan Karkuciński (rewers)       | awers rewers     |
| 7  | Głogów                | średniowieczny rycerz z łukiem i strzałą w dłoni, w tle fortyfikacja obronna Głogowa i wieża oblężnicza | 20 złotych | Ag 925 | 38,61         | 28,28    | 17 października 2024 | 10 000 | Urszula Walerzak (awers) Kajetan Karkuciński (rewers)       | awers rewers     |